# Anarquismo en Chile

Bandera rojinegra del anarco-comunismo.

El movimiento anarquista en Chile surgió de inmigrantes europeos de tendencia bakuninista afiliados a la Primera Internacional que contactaron con el español Manuel Chinchilla, residente en Iquique. Sus primeras influencias se sintieron en los gremios de tipógrafos, pintores, albañiles y marítimos. Durante las primeras décadas del siglo XX tuvo una poderosa influencia en el movimiento obrero y algunos sectores intelectuales chilenos. Entre los anarquistas chilenos más destacados se encuentran: el poeta Carlos Pezoa Véliz, el médico y profesor Dr. Juan Gandulfo, los obreros sindicalistas Luis Olea, Magno Espinoza, Alejandro Escobar y Carballo, Ángela Muñoz Arancibia, Juan Chamorro, Armando Triviño y Ernesto Miranda; la maestra Flora Sanhueza, los escritores José Domingo Gómez Rojas, Fernando Santiván, José Santos González Vera y Manuel Rojas.
Actualmente, existe un resurgir de los colectivos y agrupaciones anarquistas en Chile de la mano de diversos colectivos estudiantiles, grupos de afinidad, centros sociales y culturales, y casas okupa.

## Historia del anarquismo en Chile

### Primera etapa: Los primeros años (1880-1917)

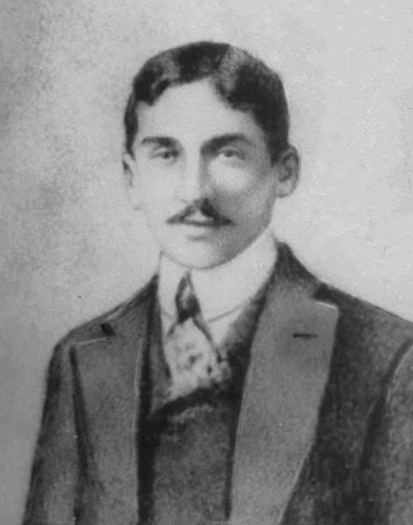
Carlos Pezoa Véliz.

#### Primeras publicaciones
La propaganda anarquista en Chile se inició en la década de 1880, con material literario proveniente de España y Argentina. En 1893 se editó El Oprimido en Valparaíso, primer periódico libertario, seguido de otros con nombres tales como: El Ácrata, La Luz, La Revuelta, La Batalla, El Surco, Acción Directa, etc. Con mayor continuidad se publicó La Batalla, entre 1912 y 1926. También hubo varios periódicos voceros de sindicatos y Sociedades de Resistencia de tendencia anarquista, como: El Siglo XX, La Imprenta (tipógrafos) y El Marítimo de Antofagasta (marítimos).

El 24 de febrero de 1896 surgió el Centro Social Obrero, que publicó el periódico El grito del pueblo, con la participación de Javier Rocuant, Antonio Bórquez y de los destacados escritores Diego Dublé Urrutia y Carlos Pezoa Véliz. Algunos anarquistas de este Centro se incorporaron al primer partido socialista, llamado "Unión Socialista" (1897), de efímera existencia, pero pronto se retiraron por diferencias estratégicas. Antes de fines del siglo, editaron otros periódicos: El Proletariado, dirigido por Luis Olea, Magno Espinoza y Alejandro Escobar y Carvallo, El Rebelde (1898), El Martillo (1898), La Tromba y Rebelión; y al despuntar el siglo: El Ácrata (1901) y Germinal (1901).
Luis Vitale

En lo que respecta a la publicación de literatura ácrata, se destacaba la labor de la Editorial Lux, que editaba libros de anarquistas europeos y chilenos (como Manuel Márquez y José Domingo Gómez Rojas). Entre otros militantes destacados se puede hacer mención del tipógrafo Enrique Arenas de Iquique, fundador de varios periódicos anarquistas; Luis Olea, Alejandro Magno Espinosa y Alejandro Escobar y Carballo, impulsores de diversas sociedades de resistencia (Cappelletti, LXXXV).

#### Sociedades de Resistencia y Mancomunales v/s Mutuales y Sociedades de Socorros Mutuos
El 1 de mayo de 1899 los anarquistas chilenos conmemoraron por primera vez la gesta de los Mártires de Chicago con una concurrida manifestación. Un año antes, en 1898 se habían fundado la "Sociedad de Carpinteros y Ebanistas", la "Sociedad de Instrucción y Socorros Mutuos Caupolicán" y la "Sociedad de Resistencia de los Obreros de la Maestranza de Ferrocarriles"; todas de inspiración ácrata.
En 1901 visitó Chile el prestigioso jurista y teórico anarquista italiano, Pietro Gori, cuya influencia fortaleció la formación ideológica de los anarquistas chilenos.

La época de oro del anarquismo chileno comenzó a principios del siglo XX con la creación de las Sociedades en Resistencia y las Mancomúnales. Los principios fundamentales de estas organizaciones -carácter federativo y territorial, descentralizado, rotación de dirigentes, autonomía del movimiento obrero respecto del Estado y toma de decisiones por la base- fueron inspirados por el anarquismo, marcando una experiencia orgánica que es válida hasta el presente.
Luis Vitale

Las primeras sociedades de resistencia (sindicatos obreros organizados por gremios, ramas u oficios) se crearon entre 1901 y 1902, en los gremios de carpinteros, ferroviarios, marítimos, relojeros, panaderos, tranviarios, yeseros, zapateros, mueblistas, gráficos y carboneros. Algunos activistas destacados en esta época fueron: Marcos Yánez, Belarmino Orellana, Eugenio Sagredo Jiménez, Luis Morales y Manuel Guerra.
Estas sociedades de resistencia prontamente entraron en conflicto con las viejas mutuales y sociedades de socorros mutuos, presentes desde mediados del siglo XIX; a las que consideraron incapaces de defender los intereses de la clase obrera. El periódico El Faro criticaba a las viejas asociaciones mutualistas tildándolas como "las momias mutualistas (Sociedades de Socorros Mutuos) en las cuales eternamente han vegetado sin provecho práctico alguno, el mejoramiento económico que les corresponde como elaboradoras de toda clase de riqueza social". También, el periódico Siglo XX criticaba a las mutuales: "Lo esencial en esas sociedades es asegurar el pago de las cuotas de sus miembros, sin importarles un ardite si ese individuo tiene o no los recursos para cubrirlas (...) Estas sociedades se encuentran impotentes para defender los fueros e intereses del proletariado".
Hacia principios de siglo comienza a desarrollarse la corriente anarcofeminista, inspirado por la lectura de los textos de Louise Michel, Voltairine de Cleyre, Lucy Parsons y Emma Goldman.

Mujeres anarquistas formaron sociedades en resistencia, como la "Federación Cosmopolita de Obreras en Resistencia" (1903), la "Sociedad en Resistencia de Sombrereras" (1906) y la "Sociedad en Resistencia de Operarias de la Casa Matus" (1907). Una de las mujeres más sobresaliente de estas primeras organizaciones fue Ángela Muñoz Arancibia.
 Luis Vitale

En este contexto de crecimiento del movimiento obrero se originan las mancomunales que, aunque se inspiraban en la idea anarcosindicalista, eran de carácter estrictamente reivindicativo. La primera mancomunal fue fundada en Iquique por los portuarios el 1 de mayo de 1900, y posteriormente surgieron en Antofagasta, Chañaral y Copiapó. En 1904 se realizó en Santiago la "Primera convención nacional de mancomúnales"; participando 15 organizaciones en representación de 20 000 asociados. El carácter reivindicativo de este tipo de organizaciones favoreció que elementos socialistas y marxistas, principalmente a través del Partido Demócrata, se hicieran del control de la mayoría de las mancomúnales, pasando luego muchas de estas a integrar la Federación Obrera de Chile (FOCH).
El historiador trotskista Luis Vitale rescata el elemento aglutinador en el seno de estas organizaciones:

En síntesis las mancomúnales fueron organizaciones territoriales que agrupaban a los trabajadores de una misma provincia, lo cual les daba una fuerte y compacta organización de base a pesar de estar integradas por militantes anarquistas, socialistas y demócratas, se supo actuar con un criterio unitario por encima de toda manifestación de sectarismo.
Luis Vitale

#### Las primeras movilizaciones
Uno de los primeros conflictos gremiales impulsado por los anarquistas fue "la gran huelga de lancheros" de 1890 en Iquique, Antofagasta, Valparaíso, Concepción y otros puertos menores. En Valparaíso estalló en 1903 una huelga en la Compañía Sud Americana de Vapores (CSV) que fue reprimida con violencia, generando la reacción obrera: la sede de la empresa fue incendiada.

##### La Semana Roja (1905)
En 1905 en Santiago ocurrió un movimiento espontáneo de trabajadores, estimulado por los anarquistas, conocido como la Roja. El movimiento se inició luego de una injustificada represión policial a un mitin en protesta contra el impuesto a las importaciones de carne. Como resultado de los enfrentamientos que causó la feroz represión se contabilizaron alrededor de 200 obreros muertos. La indignación de los trabajadores estalló declarando, la gran mayoría de los gremios, la huelga general. El gobierno decretó el estado de sitio y convocó al ejército a reprimir. Las muchedumbres intentaron tomar el palacio de gobierno, pero aunque no lo lograron, la ciudad quedó prácticamente en su poder.

En la rebelión de 1905, tuvo una sobresaliente participación Magno Espinoza y otros activistas anarquistas, que comenzaban a hacer sus primeras experiencias de lucha armada embrionaria. Los trabajadores se apoderaron de las calles de Santiago por 48 horas. Desfilaron desde sus barriadas hacia el centro de la ciudad, amenazando con entrar a la Moneda y a la Tesorería Fiscal. el gobierno, viendo que la policía no era capaz de doblegar la combatividad de los trabajadores llamo urgentemente a varios regimientos. Grupos de trabajadores practicaron el sabotaje revolucionario a líneas telegráficas y a la Maestranza de Ferrocarriles con el fin de impedir la llegada de tropas a Santiago.
 Luis Vitale

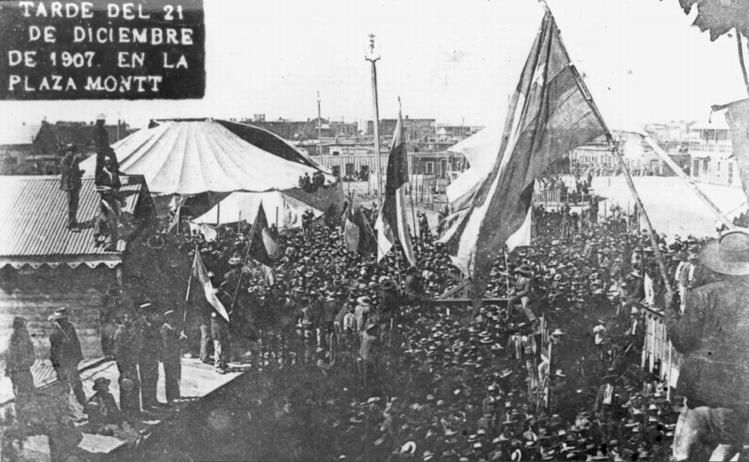
Marcha de los pampinos previa a la matanza en la Escuela Santa María de Iquique.

El gobierno reaccionó acrecentando la represión y persiguiendo a los anarquistas y sindicalistas revolucionarios que lideraban el movimiento. Pero a pesar de la represión la actividad anarquista siguió en alza. El periódico anarquista El Alba denunció en su edición de la segunda quincena de octubre de 1905: “el pueblo ha sido asesinado con toda saña y alevosía por la cosa quería y por la horda joven de la burguesía. Han sido asesinado cobarde y vilmente más de 500 ciudadanos y más de 1.500 fueron heridos”.

##### La Matanza de la Escuela Santa María de Iquique (1907)

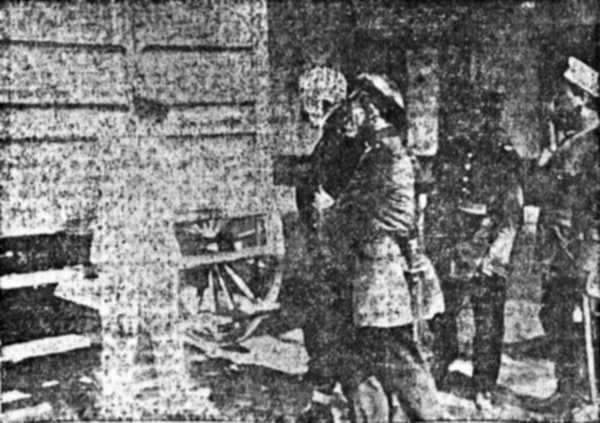
Antonio Ramón Ramón, el vengador de la matanza en la Escuela Santa María de Iquique.

En 1906 se declaró la huelga general en Antofagasta, dirigida por los ferroviarios. El 21 de diciembre de 1907 la huelga por aumentos salariales de los salitreros en Iquique terminó en una masacre perpetrada por las autoridades, conocida como la Matanza de la Escuela Santa María de Iquique. Allí el ejército ametralló a la multitud congregada en la plaza Santa María, asesinando a unas 3.000 personas, entre trabajadores, mujeres y niños.

#### La Federación de Trabajadores de Chile (FTCH) (1906)
En junio de 1906 las sociedades de resistencia de Santiago fundan la primera central sindical chilena: la Federación de Trabajadores de Chile (FTCH). Paralelamente se crea la "Federación Mancomunal de Valparaíso" (1906) que agrupa las sociedades de socorros mutuos y las sociedades de resistencia del principal puerto nacional. Siguiendo el mismo ejemplo se crea la "Federación Mancomunal de Santiago" (1907). La FTCH reconocía una sola organización por gremio, como una forma de evitar el paralelismo sindicial y como forma de debilitar a las sociedades de socorros mutuos, consideradas reaccionarias.
En 1907, la FTCH apoya la huelga general, que culmina el 20 de junio. La matanza de la Escuela Santa María de Iquique provoca una mayor represión hacia las organizaciones obreras, por lo cual la FTCH y gran parte de las organizaciones anarquistas se disuelven o desarticulan. Durante todo este período, no existe un anarquismo sino múltiples, con muy diversas perspectivas y definiciones prácticas y teóricas. Es lo que Harambour ha definido como "el horizonte anarquista"

### Segunda etapa: El esplendor de "la idea" (1917-1931)
En 1917 trabajadores de Valparaíso, Santiago y otros puntos del país fundan la Federación Obrera Regional Chilena (FORCH), que aunque tuvo una efímera existencia, logró enviar dos delegados a la fundación en 1922 de la Asociación Internacional de los Trabajadores (AIT).
Luego de la Revolución Rusa (que desde un primer momento fue vista con desconfianza por la mayoría de los anarquistas), las diferencias entre ácratas y marxistas se profundizaron. La cohabitación al interior de las sociedades de resistencia llegó a su fin, y los socialistas moderados y reformistas se apropiaron de la Federación Obrera de Chile (FOCH).
En diciembre de 1919 obreros anarquistas fundan en Valparaíso la Industrial Workers of the World (IWW) sección chilena. La IWW chilena se diferenció de la organización obrera revolucionaria estadounidense debido a que en Chile fue mucho más anarcosindicalista que en Estados Unidos, pues allí, antes que libertaria, era una organización sindicalista revolucionaria. La IWW tuvo alcance nacional, desde Iquique a Corral; se declaraban enemigos del capital, el gobierno y la iglesia, y sus tácticas habituales eran la huelga, el boicot y el sabotaje. Tuvo enorme influencia entre los marítimos de Valparaíso, Iquique y Antofagasta, y organizó los sindicatos de panaderos, municionistas, albañiles y zapateros. Sus wobblies (miembros) más conocidos fueron: Juan Onofre Chamorro., Armando Triviño, Pedro Ortuzar, Porfirio Soto, entre otros.

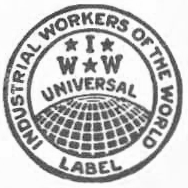
Industrial Workers of the World.

El principal logro de la IWW fue organizar la dispersión del movimiento obrero en su enfrentamiento con el capital y el gobierno. Sin embargo, nunca pudo aglutinar a todas las organizaciones sindicales libertarias; de hecho, varias de ellas fueron rivales de los industrialistas porque preferían el tipo de organización por gremios o ramos. La IWW tuvo una relación muy estrecha con la Federación de Estudiantes de Chile (FECH), lo cual alertó al gobierno que incrementó la represión hacia 1920. Las organizaciones nacionalistas, las turbas derechistas y los integrantes de las Ligas Patrióticas atacaron los locales obreros, anarquistas y asaltaron y saquearon la FECH, quemando la biblioteca en la calle, con la completa aquiescencia policial.
A pesar del alejamiento entre la IWW anarcosindicalista y la FOCH, (orientada por los comunistas desde 1917), ambas tenían como enemigo común a la Asociación del Trabajo, organización patronal filofascista.
El golpe de Estado cívico-militar de 5 de septiembre de 1924 fue repudiado por toda la izquierda chilena. Sin embargo el movimiento militar restaurador de enero de 1925 fue apoyado por las fuerzas socialistas y comunistas. Los anarquistas y las organizaciones en las que ejercían su influencia decidieron mantenerse al margen y no confiar en los militares.
En 1925 se produjo una "huelga de inquilinos" en Santiago. El gobierno decidió la creación de un "Tribunal de la Vivienda" para resolver los conflictos entre éstos y los propietarios, medida que fue apoyada por los comunistas. Los anarcosindicalistas rechazaron la medida, que entendían tenía como objetivo dividir al movimiento huelguístico.
Los anarquistas refundaron ese mismo año la Federación Obrera Regional Chilena (FORCH), tomando como modelo a la Federación Obrera Regional Argentina (FORA).
En enero de 1927 estalló la huelga general en Santiago y Valparaíso. Al mes siguiente el general Ibáñez depuso al presidente Arturo Alessandri Palma con un nuevo golpe de Estado. La crisis de la década de 1930 golpeó duramente a la población, que no dejó de manifestarse en las calles. En respuesta, la dictadura reprimió a las organizaciones obreras y las desarticuló casi por completo.
En mayo de 1929 se funda en Buenos Aires la Asociación Continental Americana de Trabajadores (ACAT), a la que asistieron representantes de la IWW chilena. A mediados de la década de los '30 tuvo su sede en Santiago de Chile. Sin embargo, la organización no alcanzó a tener el impacto significativo que se esperaba a causa de la represión y el ascenso de la izquierda y los populismos latinoamericanos, por lo que la ACAT desapareció.

### Tercera etapa: El sindicalismo moderno (1931-1957)
Finalizada la dictadura en 1931, los comunistas y socialistas fundan la Confederación de Trabajadores de Chile (CTCH). Los anarquistas hacen lo propio y crean la Confederación General de Trabajadores (CGT). Sin embargo, la legalización de los sindicatos reformistas y su institucionalización, la dura represión hacia los anarquistas y una cierta desorganización entre los libertarios; minaron la preponderancia anarquista, que iría decayendo durante la década, con un leve repunte durante los años de la Revolución Española, hasta tornarse poco significativa en la década de 1940. El protagonismo sindical había quedado en manos del sindicalismo reformista de los socialistas, comunistas y demócrata cristianos.

No obstante, los anarquistas, agrupados en la CGT, continuaron practicando la solidaridad con las huelgas del carbón (1947) de los ferroviarios (1947) y la "huelga de la chaucha" (1949) que sacudió al gobierno autoritario de Gabriel González Videla. Asimismo, lideraron la huelga de 8 mil obreros del Cuero y Calzado en 1947 y la del Sindicato de Marroquineros. Durante más de un mes, 25 fábricas estuvieron paralizadas por un movimiento que entregó importantes experiencias: creación de comisiones de vigilancia obrera y sólidas Cajas de Resistencia, con peticiones nuevas para aquella época, como el salario familiar y semana corrida de trabajo, con pago de días feriados.
Luis Vitale

En 1947 la anarquista cobquecurana, Flora Sanhueza, creó el "Ateneo Luisa Michel", inspirado por los ateneos libertarios de principios de siglo. Este Ateneo estaba dirigido a trabajadoras tejedoras de red. En los primeros cuatro años, el ateneo funcionó como un centro para el desarrollo cultural de estas trabajadoras, prácticamente en clandestinidad. En 1953, se convirtió en una escuela que acogía a los hijos de las mujeres trabajadoras, pasando a denominarse "Escuela Libertaria Luisa Michel". Llegó a contar con más de 70 estudiantes. La escuela dejó de funcionar en 1957.

#### La fundación de la Central Única de Trabajadores de Chile (1953)
El 18 de junio de 1950 se crea una central sindical anarquista denominada Movimiento Unitario Nacional de Trabajadores (MUNT).
Formada a partir de la "Federación Obrera Nacional de Trabajadores del Cuero y el Calzado" (FONACC) y otras 12 federaciones de corte ácrata, entre las que se destacan: la Federación Minera, la Federación del Dulce, la Federación Metalúrgica, la Unión de Resistencia de Estucadores (URE), la FONACC, etc.
El MUNT se la arregló para tener un gran protagonismo en la redacción de la Declaración de Principios de la Central Única de Trabajadores (CUT), fundada el 12 de febrero de 1953 por el sindicalista cristiano (filo-libertario) Clotario Blest. En esta Declaración, los trabajadores chilenos señalaban que "la emancipación de los trabajadores es obra de los propios trabajadores" (adoptando el lema de la Primera Internacional), y que:

El régimen capitalista actual fundado en la propiedad privada de la tierra, de los instrumentos y medios de producción y en la explotación del hombre por el hombre, que divide a la sociedad en clases antagónicas, explotados y explotadores, debe ser sustituido por un régimen económico social que liquide la propiedad privada hasta llegar a la sociedad sin clases, en la que se asegure al hombre y a la humanidad su pleno desarrollo, […] La Central Única de Trabajadores realizará una acción reivindicacionista encuadrada dentro de los principios y métodos de la lucha de clases, conservando su plena independencia de todos los Gobiernos y sectarismos político partidistas. Sin embargo, la Central Única de Trabajadores no es una central apolítica: por el contrario, representando la conjunción de todos los sectores de la masa trabajadora, su acción emancipadora la desarrollará por sobre los partidos políticos, a fin de mantener su cohesión orgánica. […] La lucha sindical es parte integrante del movimiento general de clases del proletariado y de las masas explotadas, y en esta virtud no puede ni debe permanecer neutral en la lucha social y debe asumir el rol de dirección que le corresponde. En consecuencia, declara que los sindicatos son organismos de defensa de los intereses y fines de los trabajadores dentro del sistema capitalista. Pero, al mismo tiempo, son organismos de lucha clasista que señalan como meta para la emancipación económica de los mismos, o sea, la transformación socialista de la sociedad, la abolición de clases y la organización de la vida humana mediante la supresión del estado opresor."
 Central Única de Trabajadores de Chile (CUT)

### Cuarta etapa: El anarquismo "político" (1957-1973)
El año 1957 se formó el Movimiento Libertario 7 de Julio en recuerdo de la huelga general efectuada en 1955, siendo su principal animador Ernesto Miranda. Agrupaba a anarquistas y sindicalistas dispersos luego de su salida ese año de la Central Única de Trabajadores (CUT).
En 1958 se dicta la Ley N° 12.927 sobre "Seguridad Interior del Estado" que, modificada en diversas ocasiones, rige hasta nuestros días, sancionando cualquier acto de índole insurreccional o de índole revolucionaria.
Hacia 1961 los anarcosindicalistas nucleados en torno a Ernesto Miranda participan de la formación, junto a Clotario Blest, del "Movimiento de Fuerzas Revolucionarias" (MFR); una "coordinadora" de grupos e individualidades representantes de casi todo el espectro de la izquierda de los años '60.
En 1965, Miranda y un grupo de anarcosindicalistas, reunidos en el grupo ad hoc "Libertario" participan, también junto a Blest, de la fundación del Movimiento de Izquierda Revolucionaria (MIR), retirándose luego cuando Miguel Enríquez y los jóvenes descolgados del Partido Socialista de Concepción asumen el control total de la organización.
En 1972, en el marco del "ascenso de masas" en Chile durante la Unidad Popular (promovido por la izquierda política), crean el "Movimiento Sindical Libertario" (MSL), organización que al no recibir el apoyo del "Frente de Trabajadores Revolucionarios" (del MIR), inscribe en soledad una lista en las elecciones generales de la CUT, llevando como candidato a presidente a Ernesto Miranda, quien apenas obtuvo un 0,35% de la votación. Tras perder la elección de la CUT, Miranda sería fuertemente criticado por proponer la fundación de un "partido político libertario".
En la década de 1970 hubo algunas esporádicas apariciones de agrupaciones libertarias durante el gobierno de Salvador Allende. A principios de 1973 nace la Federación Libertaria de Chile (FLCH) tras la reunión de viejos militantes y jóvenes desencantados del MIR. Esta federación, aunque de muy corta existencia, se haría célebre al redactar una proclama donde anunciaban la inminencia de un golpe de Estado y la incapacidad del gobierno de la Unidad Popular para hacerle frente.

### Quinta etapa: Los años perdidos (1973-1990)
Luego del golpe de Estado del dictador Augusto Pinochet, una cruel ola represiva se desató contra toda la izquierda, incluidas las escasas individualidades anarquistas que aún sobrevivían.
En 1975 se reactiva, de la mano de Clotario Blest y Ernesto Miranda, el Comité de Defensa de Derechos Humanos (CODEH), que será de vital importancia para los perseguidos por la dictadura.
La militancia anarquista durante la dictadura no tuvo un carácter orgánico, limitándose al trabajo de algunas individualidades que contribuyeron a la formación de grupos de resistencia contra la dictadura, especialmente en el ámbito universitario y poblacional. El anarquismo -como movimiento social- cayó en el olvido durante esos años.

## Actualidad anarquista en Chile

### El anarquismo resurge en Concepción

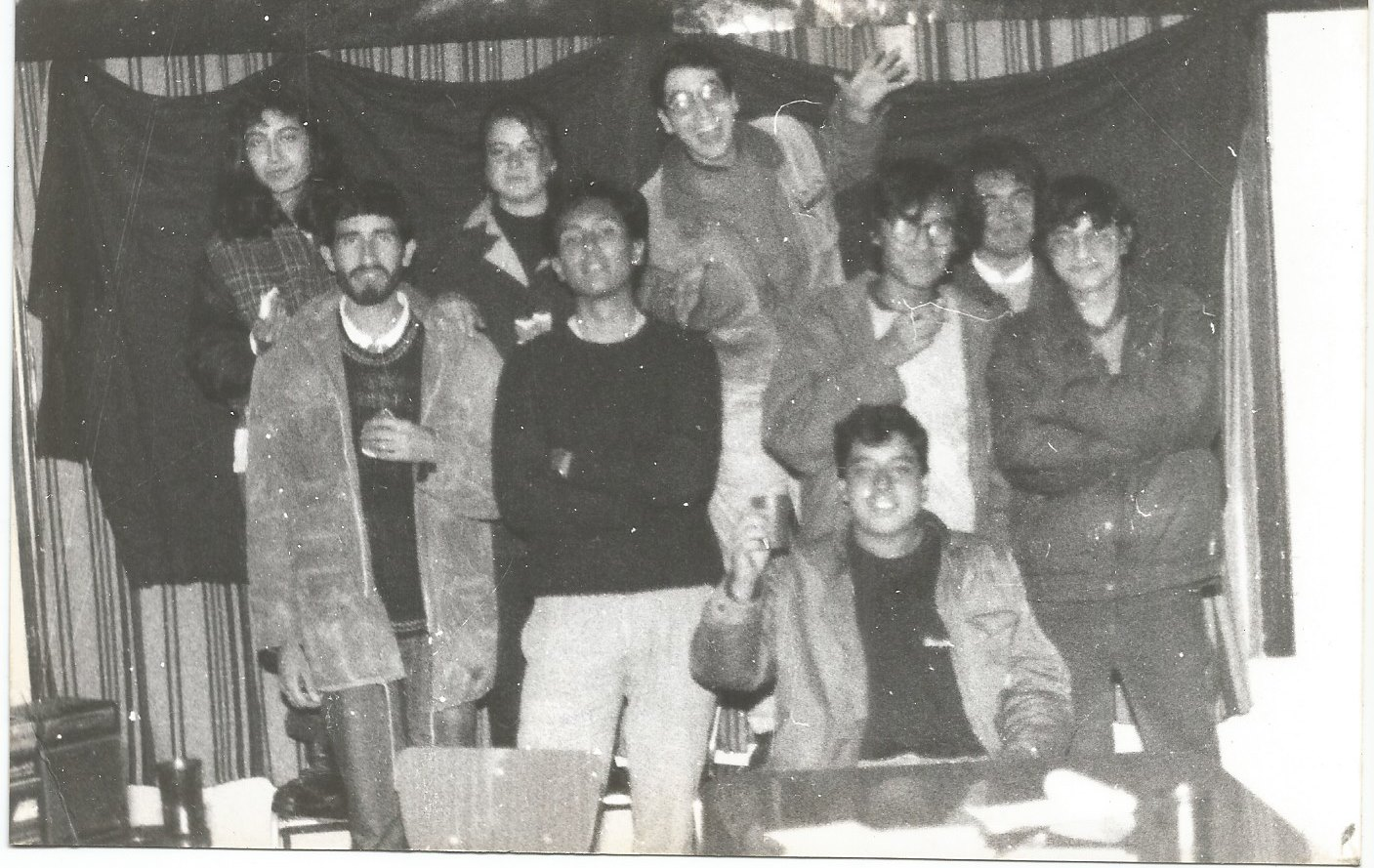
1º Congreso anarquista en concepción post dictadura en 1991, realizado en la sala Clotario Blest del Taller de Análisis Sindical Y social en Heras 855 Concepción.

Entre los años 1992 y 1995, se observa una fuerte presencia libertaria en sectores poblacionales de Concepción, especialmente en  actividades de protesta en la Universidad de Concepción; especialmente durante el día del joven combatiente.

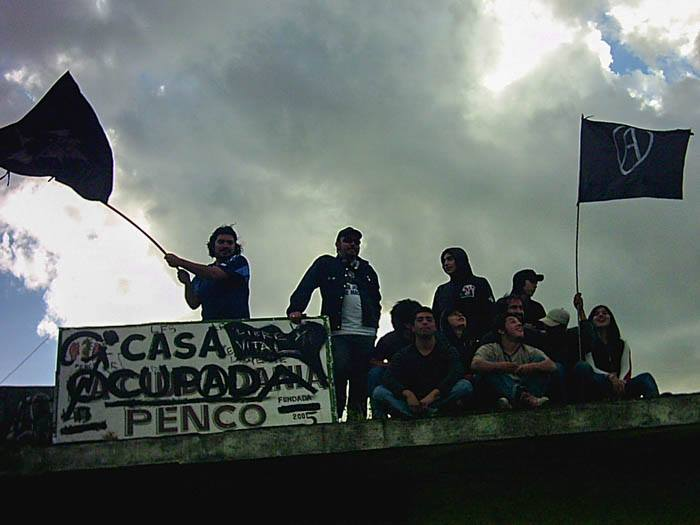
Okupación de la exestación de trenes de Penco, dando origen al Centro Social Anarquista Claudia Lopez.

En 1990 se forma el "Colectivo Anarquista" de Concepción, que agrupa a miembros del "Taller de Análisis Sindical y Social" y el "Colectivo Liberación" como son Juan Polizzi, Rodrigo Alarcón, Eduardo Torres, Omar del Valle entre otros. El colectivo Anarquista de Concepción realiza su primer acto el Primero de Mayo de 1990, con un afiche marcadamente anarquista. De esta experiencia, y tras el ingreso de varios individuos, se da forma al primer "Congreso Anarquista" en 1991. Luego se conforma el "Kolektivo Kultural Mano Negra" que derivará en el "Kolektivo Kultural Malatesta", que en 1993 será la base del "Colectivo de Comunicación Audiovisual Germinal", génesis del "Grupo Anarquista Germinal". En esta época, el Huaso y otros compañeros de Talcahuano, toman contacto con grupos y sindicatos de diversos países de Europa a través de un teléfono pinchando las cabinas telefónicas y consiguen recibir donaciones de libros y revistas, las que engrosaran las bibliotecas de variados grupos anarquistas de Concepción.
Precisamente, dentro de los grupos más antiguos y de tendencia anarcosindicalista, podemos mencionar a "Solidaridad Obrera" de Concepción, vinculado a la AIT, y al "Grupo Anarquista Germinal" de Penco, el cual desarrolla una labor de propaganda pro-IFA. Este, de ser un colectivo de difusión audiovisual, pasó luego en 1995 a definirse por la tendencia especifista, potenciando el trabajo de inserción en espacios culturales poblacionales como; Boca Sur, Lomas Coloradas y Chiguayante, para luego fundar una biblioteca y un centro de documentación en Penco. Actualmente en Concepción se encuentra el "Centro Cultural Claudia López" (nombrado en recuerdo a la estudiante anarquista asesinada en 1998).

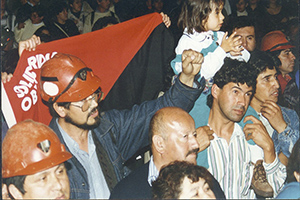
Llegada de los mineros a Santiago, para continuar la lucha por el Cierre del pique Carlos Cousiño de Lota. 1996.

Solidaridad Obrera - AIT nace como grupo para solidarizar con los conflictos sindicales o de trabajadores, como fue el caso de la Huelga de Unimarc y Doggis en el año 94.
La idea surge de un grupo de compañeros anarquistas que funcionaban en el TASYS (Taller de Análisis Sindical y Social) y que ante la poca solidaridad de otros gremios ante los conflictos sindicales. Con el tiempo, y tras debates, se busca transformar a Solidaridad Obrera en un grupo de agitación anarcosindicalista, lo que en el año 96 se logra cuando se comienza a hacer propaganda por las ideas. Es así que, a mediados de mayo, inicia la Huelga de los Mineros de Lota, del Pique Carlos Cousiño. La cual surge en solidaridad por el despido de trabajadores de la Mina, este tipo de huelgas no son legales bajo el código del trabajo, por tanto, era una huelga ilegal. Sin embargo, esta se mantuvo gracias al apoyo transversal de miles de personas que desde distintos lugares del país apoyaban con alimentos y dinero para mantener en pie la lucha.
El grupo toma contacto con compañeros de Santiago y se solicita apoyo a la AIT para que se apoye a través de una campaña internacional, la cual consistió en cartas de apoyo, envío de dinero para medicinas y alimentos. Se continuó hasta finales del 96 cuando en conjunto a Sindicato de Oficios Varios de Santiago y un grupo de Temuco se crea una sección Chilena de la AIT, la cual se presentó en el congreso de fines del año 96.
Luego de un tiempo, Solidaridad Obrera pide el estatuto de amigos de la AIT, ya que sólo queda el grupo de Concepción. El grupo se autodisuelve a inicios del 2000, pasando el estatus de Amigos de la AIT al Grupo Anarquista Germinal, quienes continúan con la propaganda anarcosindicalista apuntando a una inserción social por la creación de una cultura libertaria, para lo cual se arrienda un local donde se apoya la creación de un centro de cultura en Penco, lo que derivo con el cierre del local que arrendaban (una exestación de ferrocarriles) por conflictos internos entre quienes dirigían la Unión Comunal de Juntas de Vecinos.
En el mismo tiempo, se arrienda una casa donde funciona el Grupo Anarquista Germinal y el Centro de Documentación anarquista de Penco, el cual se crea para almacenar y recopilar material anarquista de la región chilena y del mundo.
Con el cierre del local de la Unión Comunal de Juntas de Vecinos de Penco y su posterior abandono, es que los grupos anarquistas y culturales de Penco realizan una manifestación por el pueblo y posterior Okupación de la exestación, la cual se transforma en el Centro Social Anarquista Claudia López de Penco, en el cual se realizan tocatas, charlas, encuentros de teatro y danza y talleres formativos bajo la lógica de la autogestión y las asambleas como forma de toma de decisiones.
Luego y a partir de la disgregación de muchos de los miembros del Grupo, es que se apoyan otras iniciativas y se continua organizando las Jornadas Libertarias y un programa de radio “Error involuntario” de los compañeros Radio Kurruf.
En el marco de la huelga de los mineros de Lota de 1996, se produce un llamado a la conformación de un "Comité de Solidaridad" con los mineros. En ese espacio, junto a sectores sindicales y grupos marxistas, la presencia libertaria se hace presente en los tres meses que duró la lucha.

### "La idea" se expande por todo Chile

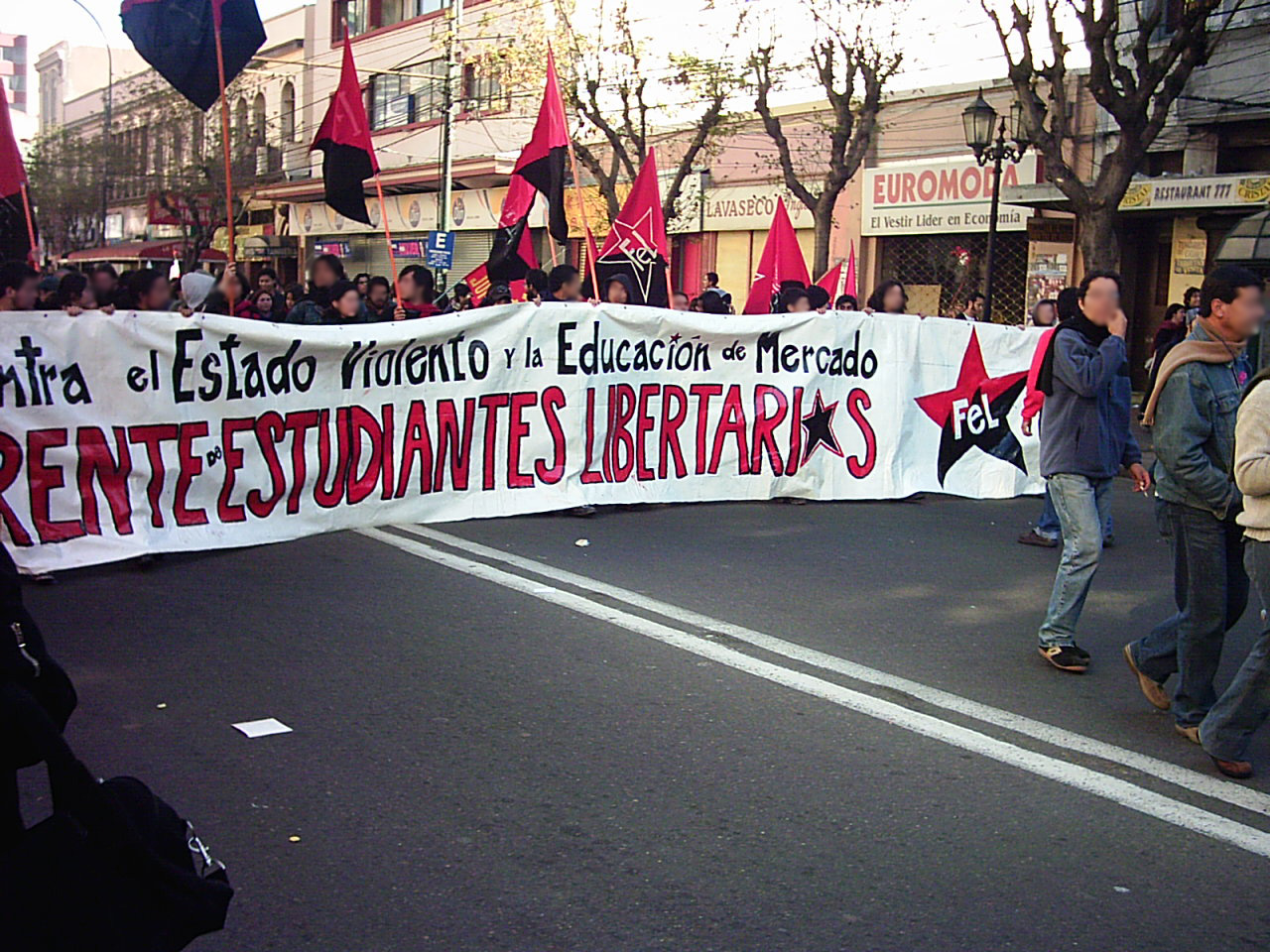
Marcha anarquista en Valparaíso, 2005.

Si bien el renacer anarquista en la ciudad de Santiago hacia fines de los '90 parece provenir de la corriente plataformista, cercana a la izquierda política (con influencias del MIR y el FPMR), la que rescata el "anarquismo político" del Movimiento Libertario 7 de Julio y que se manifiesta a fines de los '80 en el "Centro de Estudios Hombre y Sociedad", [antecedente directo del "Congreso de Unificación Anarco Comunista" (CUAC) y de la "Organización Comunista Libertaria" (OCL-Chile)]; con la fundación en 2002 del Frente de Estudiantes Libertarios (FEL) y el año 2015 de la Izquierda Libertaria, respectivamente, agrupaciones con fines electoralistas y que comienzan a formar parte de partidos políticos, esta corriente abandona el anarquismo definitivamente.
Hacia mediados de los '90, producto del acercamiento a las tesis libertarias de algunos militantes del "Movimiento Juvenil Lautaro" (MJL-Lautaro) (marxismo-leninismo-maoísmo), comienzan a desarrollarse una corriente insurreccionalista cercana al marxismo libertario y el situacionismo. Hacia mediados de la década de 2000, comienza a difundirse esta corriente a través del "Kolektivo Kamina Libre" y de las casas okupa. Si bien es cierto que sus tesis aportan un aire nuevo al anarquismo tradicional, no es menos cierto que sus prácticas vanguardistas los acercan al marxismo-leninismo.
A mediados de la década de 2000 surge un renacer de "la idea" en torno al Bloke Anarquista que agrupaba a colectivos de la capital, tales como: "Corriente Revolución Anarquista" (CRA) (2003-2016), el periódico "Ideácrata", "Acción Directa Ediciones" o la "Sociedad de Resistencia de Santiago". Durante esos años se realizaron los "Primero de Mayo Anarquista" y "Primero de Mayo Libertario" en conmemoración de la gesta de los Mártires de Chicago.
En agosto de 2005, se crea en Valparaíso el Frente Anarquista Organizado (FAO) organización política comunista libertaria que agrupa a trabajadores, estudiantes y cesantes. FAO desde sus inicios critica la vía electoral y apunta a fortalecer trabajos territoriales, estudiantil y sindical. Con la tesis del "Anarquismo organizado construyendo en lo social".
Durante 2006 visitan el país, invitados por el Instituto de Estudios Anarquistas (IEA): Noam Chomsky, miembro de la IWW norteamericana y, Eduardo Colombo de la CNT francesa, autor de El Espacio Político de La Anarquía.

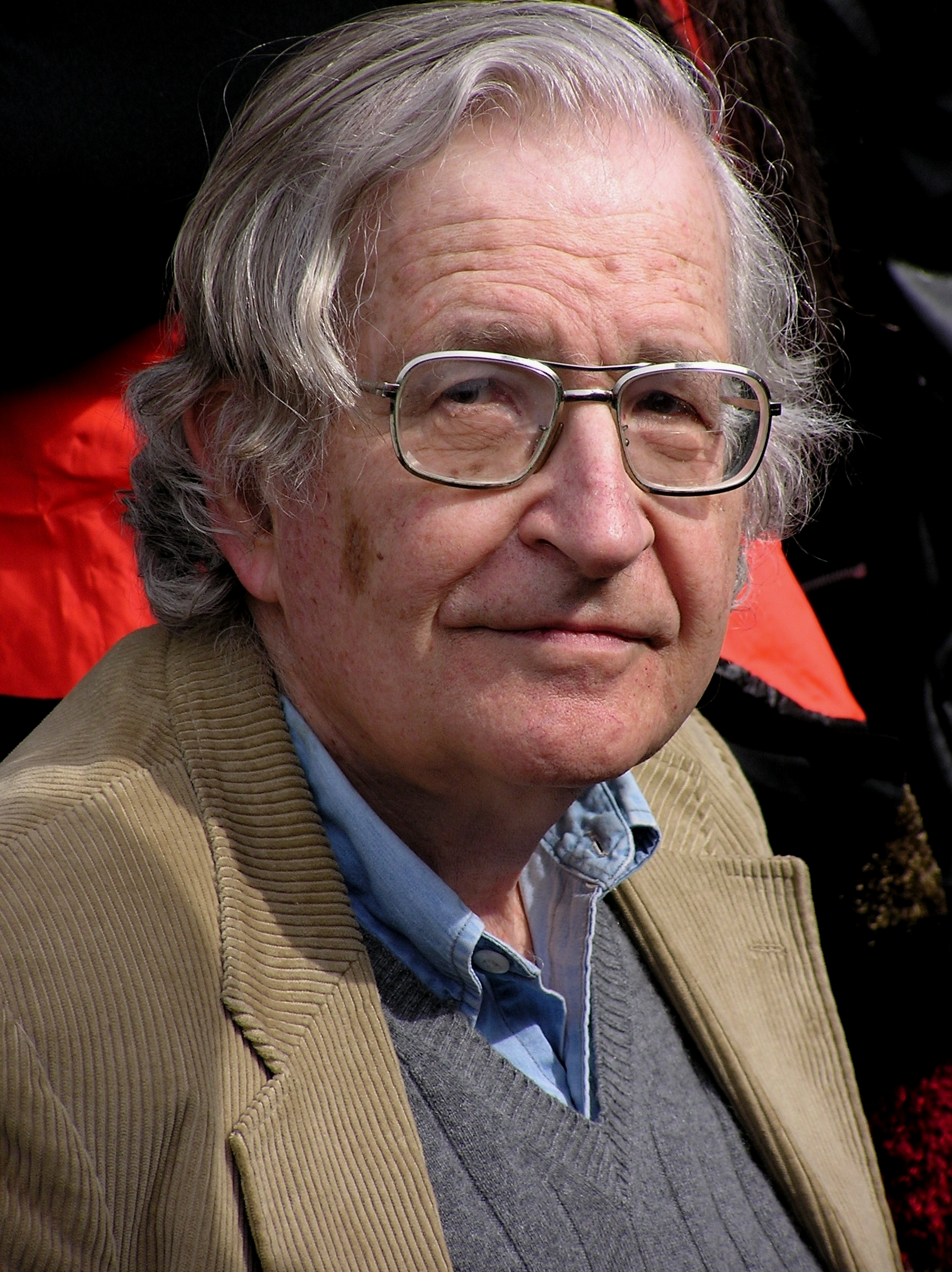
Noam Chomsky.

Los grupos libertarios "GOKE" y "Ni Casco ni Uniforme" desde principios de los '90 lideran la oposición al servicio militar obligatorio a través de la objeción de conciencia, siendo un referente del antimilitarismo chileno.
Es de destacar también la vitalidad del movimiento okupa, que ha reciclado y abierto a la comunidad diferentes espacios culturales y sociales. En la ciudad de Santiago podemos mencionar las casas okupa: "El Ateneo", "La Tortuga", "La Máquina" y Casa Volnitza. Esta última con 10 años de duración ha logrado levantar diferentes debates en torno al Racismo, agenda corta anti-delincuencia, el TPP, sobre el IIRSA, la organización anarquista internacional con integrantes de la IFA (Federación Internacional Anarquista), aparte de organizar Ferias Libertarias, Ciclos de Cine. Aparte de acoger a diversas organizaciones sociales como lo fue Sinapsis la Video Revista, Sociedad de Resistencia, el Sindicato de Oficios Varios (Santiago), Cocina Comunitaria Santiago, entre otros.
Enraizado en los espacios okupados de las ciudades de Valparaíso, Villa Alemana y Quilpué, se ha articulado el grupo informal "Columna Negra", en torno al cual se han desarrollado diversas dinámicas de agitación, intervención urbana, hacking, mediactivismo, inspirados en una lectura singular del situacionismo, una actualización al autonomismo, la crítica biopolítica y la Teoría Queer, sin corresponder a una organización como tal sino componiendo un rizoma. Esto ha tendido a generar diferencias de lo que ocurre en Valparaíso con el resto del país, presentándose más como un punto de experimentación ácrata a diversos niveles (territorial, intelectual, sexual, de ciencia libre, etc.) que definible a partir de alguna corriente particular dentro del anarquismo contemporáneo.
Desde mediados de los '90 comienza a expresarse de forma incipiente la tendencia ecoanarquista cuando comienzan a masificarse los textos de Murray Bookchin. Actualmente se destaca dentro de esta tendencia el Grupo EcoAnarquista - GEA (seguidores de la ecología social) y algunos colectivos vinculados al cultivo comunitario en huertos orgánicos, la permacultura y el vegetarianismo.
Durante la revolución de los pingüinos de 2006, jóvenes anarquistas de la Universidad ARCIS, por primera vez en casi medio siglo, levantan la bandera de lucha contra el lucro en la educación y la gratuidad universal del sistema educacional. Esta reivindicación será tomada luego por todos los estudiantes en la década siguiente. Durante la Movilización estudiantil en Chile de 2008 y de 2011, los libertarios tuvieron una gran presencia al interior de las asambleas de estudiantes secundarios y universitarios, obligando a los sectores reformistas (comunistas y socialistas principalmente) a mantener la discusión respecto de la gratuidad universal. El proyecto comunista hasta ese momento estaba orientado hacia la obtención de un "arancel diferenciado".
El año 2012 se realiza con gran éxito la "Primera Feria del Libro Anarquista en Santiago"; siendo replicada en años posteriores (2013, 2014 y 2015).
Desde 2018 el Sindicato de Oficios Varios Santiago Archivado el 22 de mayo de 2021 en Wayback Machine. (SOV Santiago) organiza los "Congresos Anarquistas" con la intención de federar las distintas organizaciones ácratas chilenas.
En 2019 se refunda en las ciudades de Concepción y Valparaíso Solidaridad Obrera - AIT, una organización de agitación y propaganda anarcosindicalista que forma parte de la Asociación Internacional de los Trabajadores (AIT), la sindical anarquista internacional fundada en 1922, heredera de la Primera Internacional.

## Nuevas publicaciones (2000-presente)
En los últimos años la propaganda y los medios de comunicación anarquistas se han multiplicado, realizando una tarea cada vez más intensiva de propagación de las ideas y las prácticas libertarias en el país así como de construcción de un proyecto o si se quiere una visión revolucionaria anarquista en los movimientos sociales y organizaciones del país. Estás publicaciones también dan constancia de las diferencias entre los mismos anarquistas, ya que muchos grupos adhieren a tendencias diferentes aunque no necesariamente contradictorias.
Existen espacios dedicados al periodismo desde un punto de vista libertario como: la página web Hommodolars del "Colectivo Autónomo de Contrainformación Hommodolars" y el periódico Ojo subterráneo.
A principios de la década de 2000 se edita el fanzine Ideácrata, voz de los anarkopunk chilenos. Durante 2006-2007 aparece la revista Acción Directa de tendencia sintetista.
De 2009 a 2013 se publica el periódico de corte sintetista El Surco, con un tiraje de 2000 ejemplares, siendo distribuido en todo el país y el exterior. 
Desde el mes de junio del 2010 se comienza a distribuir el periódico plataformista Solidaridad Archivado el 27 de junio de 2018 en Wayback Machine. con presencia en las ciudades más pobladas de Chile. Este periódico tuvo su última publicación el 8 de marzo del 2017
Desde finales del 2011 en Chillán se comienza a editar el periódico mensual El Amanecer con un tiraje de 600 ejemplares y con presencia en otros puntos de Chile. Este abordaría temáticas distópicas como el Esquizoanálisis o la Antipsiquiatría. Este periódico se dejó de publicar, adportas de las elecciones presidenciales del 2013, en noviembre de ese año. Cabe destacar que esta publicación alcanzó más popularidad dentro de redes sociales como Facebook o su página en Wordpress, donde se difundían sus publicaciones. 
En noviembre del 2011 se comienza a publicar el periódico Acracia de Valdivia, con más cinco años de tiraje mensual. Desde 2014 pasa a ser vocero de la FALV. La Federación Anarquista Local Valdiviana participa en la Internacional de Federaciones Anarquistas, IFA.
A partir del 2012, comienza en el norte de Chile la edición del periódico anarquista El Sol Ácrata, con presencia en Calama, Antofagasta y Santiago. Este periódico se deja de publicar durante el todo el 2017, pero vuelve en mayo del 2018 como una "segunda época" de la publicación.
Entre enero y octubre del 2014 se comienza a publicar el Periódico anarquista La Boina, que lográ lanzar tan solo siete ediciones. Con poco éxito y difusión este periódico no fue muy conocido en su versión física. Pero donde sí han tenido popularidad es mediante su fanpage de Facebook y por su página de Wordpress, donde siguen publicando artículos esporádicamente.
Fundada en el año 2014, Revista Libertaria Archivado el 8 de marzo de 2021 en Wayback Machine. es un medio de comunicación (virtual e impreso) autogestionado. Su objetivo es difundir el Anarquismo Social y sus metodologías organizativas a través de un trabajo serio, constante y proyectable en el tiempo.
Dentro del campo contracultural figuran; la editorial Desobediencia, las Ediciones DSOBDC y el fanzine Akción Direkta, entre muchos otros.

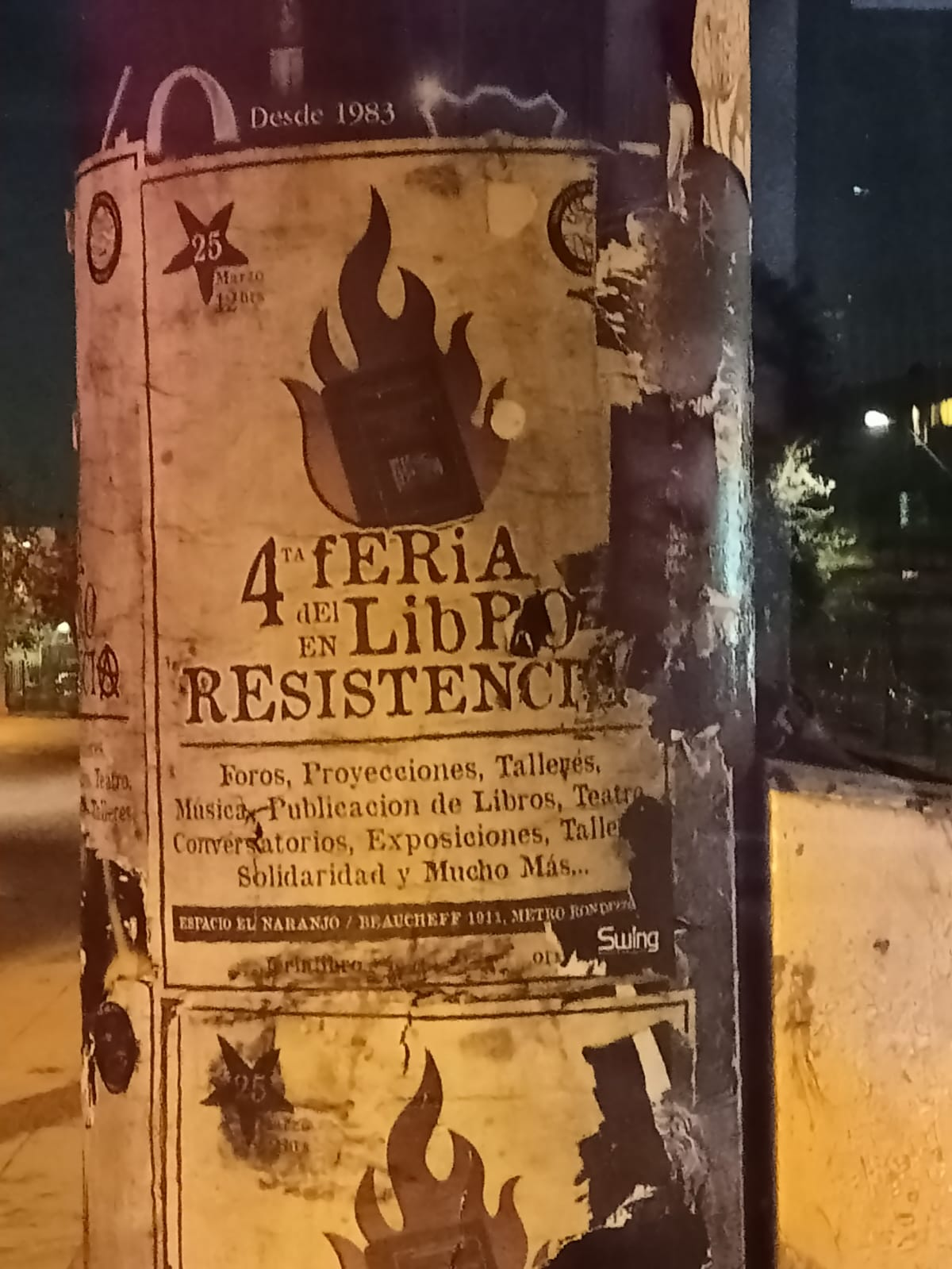
Afiche de la 4º Feria del Libro en Resistencia en Santiago.

En cuanto a la prensa audiovisual, destaca la labor realizada por la "Productora de Comunicación Social", que publica la videorevista Sinapsis, una publicación en DVD lanzada desde el 2007, con documentales y reportajes. Aunque su periodicidad es algo irregular y no hay una estimación clara de la cantidad de ejemplares que distribuyen, el material se ha copiado intensivamente en círculos tanto anarquistas como no necesariamente libertarios.
Otro proyecto destacado en las publicaciones, pero en el área editorial de libros, es "Ediciones Espíritu Libertario", que nace a mediados del año 2001 y es parte de la construcción de un proyecto libertario de mayor proporción, siendo un referente en la autogestión para la elaboración de libros en el territorio local. A mediados de los '90 publicaron Historia de la subversión olvidada del historiador libertario chileno Óscar Ortíz.
A través de un trabajo artesanal y con tirajes más pequeños pero no por eso menos importantes, han aparecido y desarrollado otras editoriales tales como Ediciones Crimental, "Afila tus ideas", que junto a otras unificaron esfuerzos en la Coordinadora de Editoriales Negras, que participó en numerosas instancias dentro del movimiento estudiantil que se ha desarrollado a la par.
Podemos destacar, por otro lado, a Editorial Eleuterio y a Revista de Pensamiento Anarquista Erosión que son proyectos del Grupo de Estudios José Domingo Gómez Rojas formado el Primero de mayo de 2009. Esta editorial ha destacado por reediciones de libros clásicos del anarquismo, como el es caso de "El Hombre y la Tierra" de Élisée Reclus, el cual se edita un libro por un capítulo de la obra del anarquista francés. También dicha editorial ha publicado obras originales tales como "Eliseo Reclus, Geógrafo anarquista" o "La Fuga de Kropotkin" ambas escritas por el Premio Nacional de Ensayo en Costa Rica, Rodrigo Quesada Monge.
Dentro de su catálogo entran a entender variados temas como feminismo, ecologismo, introducción al anarquismo, geografía anarquista, antropología anarquista, historia, entre otras ramas del pensamiento, como también las ciencias.

## Criminalización del movimiento anarquista

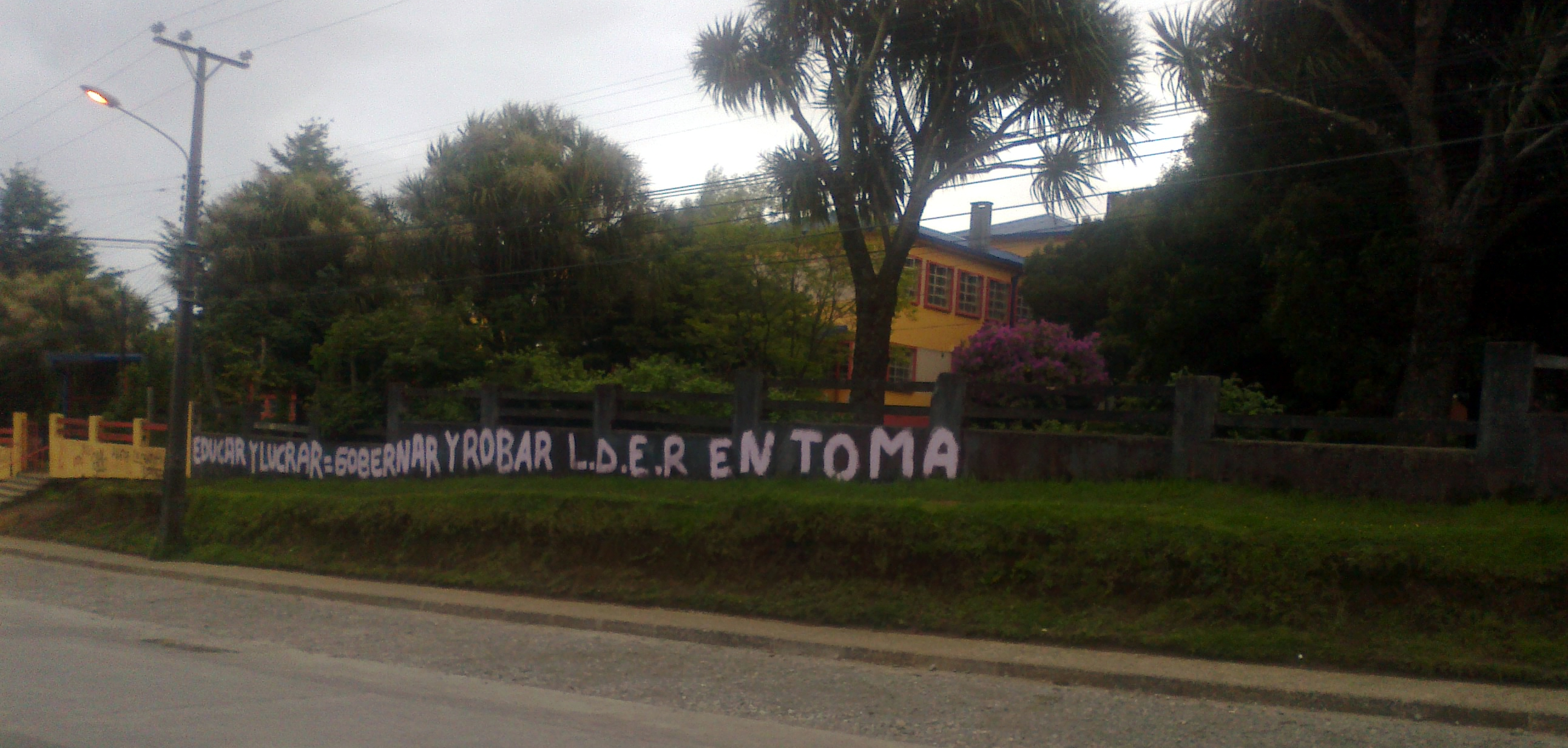
Educar y lucrar = Gobernar y robar. Graffiti en Ancud de 2011.

En los últimos años han ocurrido centenares de detenciones de anarquistas acusados de desórdenes en la vía pública, maltrato de obra a carabineros y colocación de bombas, lo que ha llevado al movimiento anarquista a ser criminalizado por la fiscalía y la policía chilena.
Una de las primeras víctimas de los enfrentamientos después del retorno a la democracia es la anarquista y estudiante de danza Claudia López Benaiges, quien falleció debido a la acción de las fuerzas de seguridad del Estado durante los disturbios del 11 de septiembre de 1998. Hoy existe un Centro Social Libertario en la ciudad de Penco que lleva su nombre.
El 28 de enero de 2006 fue detonada una bomba en la entrada de las oficinas de la Agencia Nacional de Inteligencia de Chile (ANI) en calle Tenderini de la ciudad de Santiago. El evento fue reivindicado por las autodenominadas "Fuerzas Autónomas y Destructivas Leon Czolgosz".
El 31 de marzo de 2008 el joven anarquista Jhonny Cariqueo Yánez murió como consecuencia de la golpiza sufrida el día 29 de marzo (Día del Joven Combatiente) mientras se encontraba detenido por carabineros, en Santiago.
El 14 de diciembre de ese mismo año el anarquista santiaguino y partidario de la causa mapuche, Juan "Orangu" Cruz Magna, de 28 años, fue ejecutado de un tiro en la nuca por desconocidos en la comunidad mapuche de Temucuicui.
El 22 de mayo de 2009 el anarquista Mauricio Morales, murió en Santiago Centro al estallarle en la espalda la bomba que traía consigo, en las cercanías de la Escuela de Gendarmería.
El 31 de diciembre de 2009 el novelista vasco Asel Luzarraga fue detenido en Padre Las Casas, acusado de estar implicado en la colocación de cuatro artefactos explosivos. Esa acusación finalmente fue retirada ante la imposibilidad material manifiesta, ya que quedó demostrado que Asel estaba fuera de Chile en las fechas de tres de esos cuatro atentados. En 2013 publica con la editorial Quimantú: Los buenos no usan paraguas (Desmontando un montaje; desnudando al Estado), un ensayo donde narra el proceso judicial en el que se vio envuelto.
El 14 de agosto de 2010, dentro del denominado "Caso Bombas", se realizó el allanamiento de la casa okupa "Sacco y Vanzetti" y la detención de 14 personas, entre las que había anarquistas, antiautoritarios y marxistas. Después de ocho meses de prisión, y varios meses de libertad condicional, todos imputados fueron declarados inocentes tras un largo juicio que culminó en la Corte Suprema chilena. En octubre de 2012 fue rechazado un recurso que pretendía anular el fallo que absolvió a los acusados.
El año 2012 el joven anarquista Luciano Pitronello fue condenado a seis años de libertad vigilada al darse sentencia definitiva de su causa, la cual comenzó bajo los cargos de terrorismo por instalar una bomba en una sede del banco Santander, y terminó en cargos de porte de explosivos y uso una patente falsa.
En noviembre de 2013 algunos jóvenes anarquistas absueltos por el "Caso Bombas" fueron detenidos en España acusados de instalar artefactos explosivos en la Basílica del Pilar, Zaragoza y dañar a una mujer. Finalmente fueron encontrados culpables de "daños terroristas" y "lesiones terroristas", y sentenciados a 12 años de cárcel.
A lo menos 200 artefactos han explosionado en Chile desde 2005. Esto ha dado pie a la formulación de cargos contra una treintena de anarquistas, los que en la gran mayoría de los casos han debido ser liberados por los tribunales ante la falta de pruebas que los incriminen. En casi todos los casos estos artefactos han detonado causando daños a la propiedad de las fuerzas de orden y seguridad, bancos o empresas transnacionales; y solo en un caso, hiriendo, y en otro, dando muerte a una persona.

## Presencia en la cultura
La ideología anarquista ha ejercido una gran atracción en círculos literarios e intelectuales chilenos. Desde principios del siglo XIX hubo un significativo número de literatos que adhirieron a la causa anarquista. Entre estos podemos mencionar a Víctor Domingo Silva, Antonio Bórquez Solar, Carlos Pezoa Véliz, Carlos Roberto Mondaca Cortés, Alfredo Guillermo Bravo, José Domingo Gómez Rojas, y los Premios Nacionales de Literatura: José Santos González Vera, autor de Vidas mínimas, y Manuel Rojas, reconocido novelista, autor de Hijo de ladrón.

Uno de los escritores anarquistas más brillantes fue José Domingo Gómez Rojas, que publicó su primer libro en 1913 titulado “Rebeldías Líricas”, luego “El Vino Triste”, conversando en el café "Los Inmortales", ubicado entonces en San Diego con Avenida Matta. Activo militante de la IWW, fue encarcelado con ocasión del asalto a la Federación de Estudiantes en 1920. Según Oscar Ortíz “el obrero Adolfo Hernández y Gómez Rojas debieron ser trasladados al manicomio, por quedar con sus facultades mentales perturbadas a raíz de las torturas que sufrieron”
 Luis Vitale

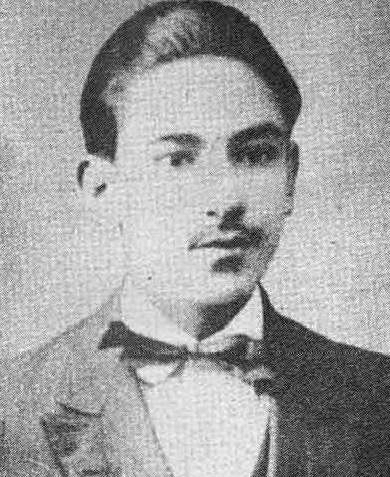
José Domingo Gómez Rojas (1896-1920)

Luis Olea, Magno Espinoza, Alejandro Escobar y Carballo, Marcial Cabrera Guerra y Eduardo Gentoso. combinaban la actividad periodística libertaria, y el activismo sindical con la literatura y la poesía, que eran considerados como otro medio para difundir el pensamiento ácrata. El más destacado fue Carlos Pezoa Véliz, poeta, traductor, conferencista, periodista y letrista de canciones.
También hubo novelistas de ideas tolstoianas como Pedro Prado, autor de La Reina de Rapa Nui y La Casa Abandonada, y Fernando Santiván, quien publicó la autobiográfica Memorias de un tolstoiano.
En las primeras décadas del siglo XXI ha resurgido "La Idea" en las letras de nuevas y diversas formas musicales, tales como: punk, hip-hop, trova, cumbia villera y música electrónica.